# Jordnära objekt

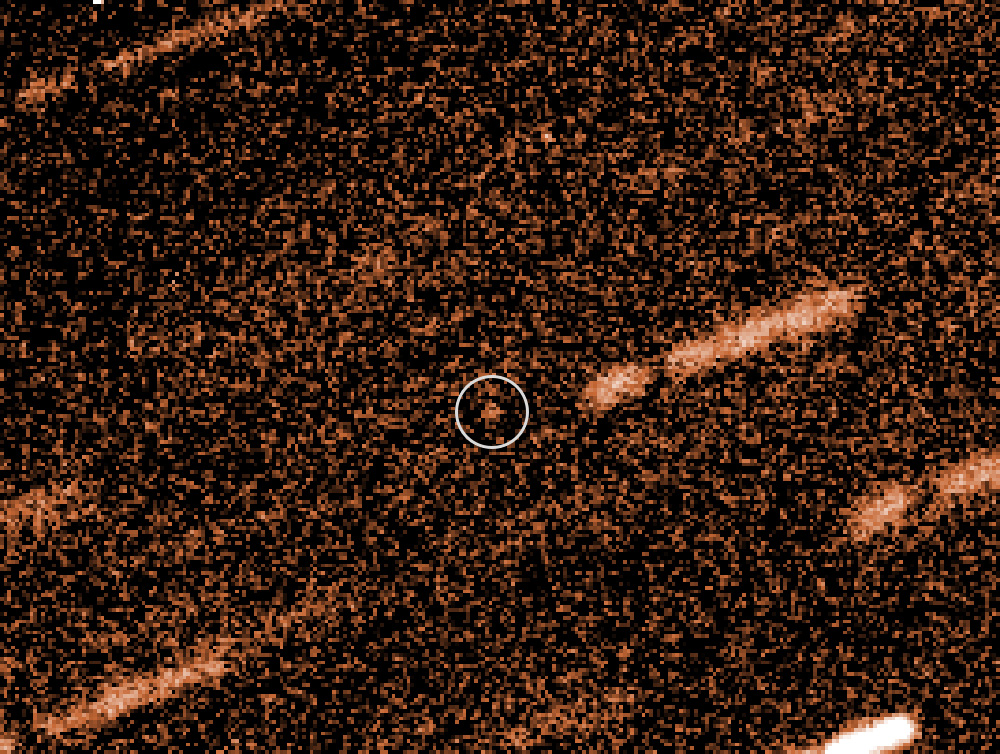
VLT-fotografi av det ljussvaga jordnära objektet 2009 FD.

Jordnära objekt (engelska Near Earth objects eller NEO) är asteroider, kometer och meteoroider vars omloppsbanor för dem nära (periheliumavstånd < 1,3 AE) jordens bana, och som därför utgör framtida kollisionsrisker. Tack vare deras storlek och närhet är jordnära objekt lättare att nå med rymdsonder och rymdfarkoster och är viktiga ur vetenskaplig och kommersiell utvecklingssynpunkt. Några jordnära asteroider kan besökas med en mycket mindre energimängd än vad som krävs för att besöka månen.
I USA har Nasa uppdraget att katalogföra alla jordnära objekt med diameter större än en kilometer. Objekt med denna eller större diametrar skulle kunna orsaka katastrofala skador och betydelsefulla till allvarliga globala konsekvenser vid eventuella jordnedslag. Ungefär 800 av dessa objekt har upptäckts, medan 200 uppskattas vara oupptäckta. Genom det gemensamma projektet Spaceguard söker USA, Europeiska unionen och andra länder efter jordnära objekt.
Den 8 november 2011 passerade en asteroid (2005 YU55) innanför månens omloppsbana. Asteroiden är 400 meter i diameter. Nasa hade beräknat att den inte skulle träffa jorden men om den skulle ha gjort det hade det blivit förödande effekter .

## Klassifikation
Beroende på objektstyp och storlek kan jordnära objekt klassificeras på följande sätt:
- Meteoroider < 50 meter i diameter
- Asteroider > 50 meter i diameter (se Jordnära asteroid)
  - Aten-asteroider
  - Apollo-asteroider
  - Amor-asteroider
- Kometer

## Antalet jordnära objekt
Juni 2013 hade 10 000 jordnära objekt upptäckts, varav 9 928 asteroider. Av de senare är 774 Aten-asteroider, 3 736 Amor-asteroider och 5 406 Apollo-asteroider. 1409 jordnära objekt klassificeras som potentiellt farliga.